# Kabinett Motzfeldt VII
Das Kabinett Motzfeldt VII war die neunte Regierung Grönlands.

## Entstehung
Die Siumut gewann erneut die Wahl und ging daraufhin Koalitionsgespräche mit der Inuit Ataqatigiit ein, die eine Woche andauerten und am 21. Februar 1999 abgeschlossen wurden. Zugleich wurden auch die sieben neuen Minister vorgestellt.
Nur gut acht Monate musste Mikael Petersen zurücktreten, nachdem bekannt geworden war, dass er dem Parlament vorenthalten hatte, entgegen dem Haushaltsplan Mittel zur Behindertenstütze umgelegt zu haben. Er wurde durch Jørgen Wæver Johansen ersetzt.
Im September 2001 wurde die Regierung großflächig umgestaltet, um dem neuen Parteivorsitzenden der Siumut, Hans Enoksen, einen Platz in der Regierung zuteilen zu können. Simon Olsen wurde entlassen und seine Ressorts Fischerei und Jagd an Hans Enoksen übertragen. Der Rest des Erwerbsministeriums ging zusammen mit Josef Motzfeldts Handelsressort an Premierminister Jonathan Motzfeldt. Ole Dorph ersetzte zudem Jørgen Wæver Johansen, der das Ministerium von Steffen Ulrich-Lynge übernahm. Zudem wurde das Kirchenressort von Alfred Jakobsen an Lise Skifte Lennert übertragen.

## Kabinett
| Minister                            | Ministerium                           | Anmerkung                                       |
| ----------------------------------- | ------------------------------------- | ----------------------------------------------- |
| Jonathan Motzfeldt (Siumut)         | Premierminister                       | bis zum 24. September 2001                      |
| Jonathan Motzfeldt (Siumut)         | Premierminister und Erwerb            | ab dem 24. September 2001                       |
| Ole Dorph (Siumut)                  | Soziales und Arbeitsmarkt             | ab dem 24. September 2001                       |
| Hans Enoksen (Siumut)               | Fischerei und Jagd                    | ab dem 24. September 2001                       |
| Alfred Jakobsen (Inuit Ataqatigiit) | Gesundheit, Umwelt, Natur und Kirche  | bis zum 24. September 2001                      |
| Alfred Jakobsen (Inuit Ataqatigiit) | Gesundheit und Umwelt                 | ab dem 24. September 2001                       |
| Jørgen Wæver Johansen (Siumut)      | Soziales und Arbeitsmarkt             | vom 2. November 1999 bis zum 24. September 2001 |
| Jørgen Wæver Johansen (Siumut)      | Wohnungswesen und Infrastruktur       | ab dem 24. September 2001                       |
| Lise Skifte Lennert (Siumut)        | Kultur, Bildung und Forschung         | bis zum 24. September 2001                      |
| Lise Skifte Lennert (Siumut)        | Kultur, Bildung, Forschung und Kirche | ab dem 24. September 2001                       |
| Josef Motzfeldt (Inuit Ataqatigiit) | Wirtschaft und Handel                 | bis zum 24. September 2001                      |
| Josef Motzfeldt (Inuit Ataqatigiit) | Wirtschaft                            | ab dem 24. September 2001                       |
| Simon Olsen (Siumut)                | Erwerb                                | bis zum 24. September 2001                      |
| Mikael Petersen (Siumut)            | Soziales und Arbeitsmarkt             | bis zum 2. November 1999                        |
| Steffen Ulrich-Lynge (Siumut)       | Wohnungswesen und Infrastruktur       | bis zum 24. September 2001                      |